# Attopsis longipes
Attopsis longipes är en myrart som beskrevs av Oswald Heer 1867. Attopsis longipes ingår i släktet Attopsis och familjen myror. Inga underarter finns listade.